# 李平 (少将)
李平（1914年—1964年），中国人民解放军将领、中国人民解放军开国少将。
曾任中央人民政府人民革命军事委员会民航局第二副局长。1955年，授予中国人民解放军少将。